# Cyryl (Papandimu)
Cyryl, imię świeckie Kyrillos Papandimu (ur. 1980 w Archipoli) – grecki duchowny prawosławny w jurysdykcji Patriarchatu Konstantynopola, od 2017 biskup pomocniczy metropolii Rodos z tytułem biskupa olimpijskiego.

## Życiorys
2 grudnia 2004 przyjął święcenia diakonatu, a 1 sierpnia 2009 prezbiteratu. 30 września 2017 otrzymał chirotonię biskupią.